# Vochysia pruinosa
Vochysia pruinosa är en tvåhjärtbladig växtart som beskrevs av Johann Baptist Emanuel Pohl. Vochysia pruinosa ingår i släktet Vochysia och familjen Vochysiaceae. Inga underarter finns listade i Catalogue of Life.